# Pidonia takechii
Pidonia takechii là một loài bọ cánh cứng trong họ Cerambycidae.